# Frans Nielsen
Pour les articles homonymes, voir Nielsen.
Frans Schmidt Nielsen (né le 24 avril 1984 à Herning au Danemark) est un joueur professionnel de hockey sur glace danois. Il évolue au poste de centre. Il est le premier joueur formé au Danemark à avoir joué dans la Ligue nationale de hockey en janvier 2007.

## Biographie

### Ses débuts
Son père Frits Nielsen a été joueur et entraîneur de hockey sur glace. Il est le frère du gardien de but Simon Nielsen. Formé au Herning IK, il représente le Danemark dans les catégories de jeunes. En 2000, il est sélectionné pour sa première compétition internationale organisée par la Fédération internationale de hockey sur glace, le Championnat du monde moins de 18 ans. Avec sept points, il est le septième total de la compétition. Son équipe prend la troisième place du mondial B. À l'intersaison, il intègre l'effectif senior des Blue Fox. L'équipe remporte le championnat danois 2001. Il est convié au championnat du monde moins de 18 ans de division 1 puis au championnat du monde junior.

### La Suède

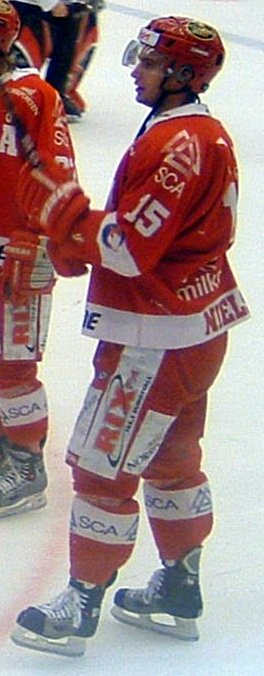
Nielsen avec le Timrå

Il est alors repéré par les Malmö Redhawks avec qui il s'aguérit dans les championnats de jeunes. Il termine meilleur pointeur de l'équipe classée seconde du championnat J20 Superelit derrière le Frölunda HC. Avec 42 points en 29 matchs, il est ex-aequo avec le Hongrois János Vas. Il découvre parallèlement l'Elitserien, le championnat suédois. Les Redhawks terminent sixième de la saison régulière avec une vingtaine de matchs dont une assistance pour Nielsen. Lors du mondial junior, il termine meilleur pointeur de la division II. Lors du match pour la médaille d'or, le Japon l'emporte 3-2 contre Nielsen et ses coéquipiers. Il participe à son premier championnat du monde senior. Premier de la division 1, groupe B, le Danemark accède à l'élite. Il est choisi au cours du repêchage d'entrée dans la Ligue nationale de hockey par les Islanders de New York en 3e ronde, en 87e position.
En 2002-2003, l'équipe finit dixième de l'Elitserien. Nielsen marque trois buts et neuf points en 47 rencontres. L'équipe junior du Danemark prend la cinquième place de la division I groupe B en 2003. Nielsen, dix points, est précédé par les Autrichiens Oliver Setzinger et Thomas Vanek respectivement de trois et cinq unités. Il est retenu pour participer au championnat du monde. Le Danemark achève la compétition au onzième rang.
Onzième de la saison régulière 2003-2004, les Redhawks doivent passer par la phase de Superallsvenskan pour se maintenir au plus haut niveau national. La mission est réussie en remportant cette poule de six équipes. Avec onze points, il termine meilleur buteur et second pointeur du mondial junior de division 1 groupe A derrière le Letton Mārtiņš Karsums (13 points). L'Allemagne devance le Danemark pour l'accession en élite. Avec sa sélection senior, il décroche la douzième place au championnat du monde.
Un an plus tard, l'équipe se retrouve une nouvelle fois dans la Superallsvenskan après avoir terminé dernière de l'Elitserien. Elle se classe troisième de cette poule de promotion-relégation derrière le Leksands IF et le Brynäs IF qui se maintiennent. Malmö descend en Allsvenskan pour l'édition 2005. Au cours des qualifications pour les Jeux olympiques de 2006, le Danemark est éliminé lors du tour qualificatif après s'être incliné contre Suisse et la Norvège dans le groupe A. Nielsen dispute une seconde poule de relégation en fin de saison, cette fois-ci au championnat du monde. Nielsen donne un avantage de 3-0 contre la Slovénie mais finissent par s'incliner 4-3 sur un but d'Edo Terglav. Nielsen score par deux fois et donne la victoire 4-3 contre l'Autriche. Le dernier match remporté 3-2 face à l'Allemagne permet le maintien des Danois.
Nielsen décide donc de signer dans une autre équipe de l'élite suédoise, le Timrå IK, qui prend la neuvième place en saison régulière et ne prend pas part aux séries éliminatoires. La production offensive de Nielsen reste stable à ce qu'il a connu lors des deux années précédentes avec 18 points en cinquante parties. Lors du championnat du monde, le Danemark condamné à la poule de relégation s'en sort en remportant ce tournoi de quatre équipes. Nielsen réalise un doublé contre les Italiens.

### L'Amérique du Nord

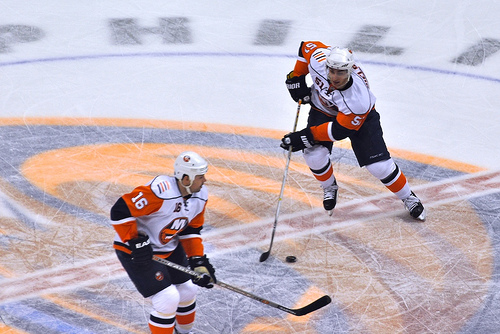
Nielsen (à droite) avec les Islanders de New York.

En 2006, il part en Amérique du Nord. Les Islanders l'assignent aux Sound Tigers de Bridgeport en Ligue américaine de hockey. Le 6 janvier 2007, il joue son premier match dans la LNH chez les Hurricanes de la Caroline devenant ainsi le premier joueur danois à jouer dans ligue. Poul Popiel né au Danemark avait précédemment joué dans la ligue mais contrairement à Nielsen n'a pas été formé dans ce pays puisqu'il a émigré très jeune au Canada. De plus, il a obtenu la nationalité américaine avant de débuter dans la LNH. Nielsen inscrit ses deux premiers points, les seuls de la saison dans la ligue, avec un but et une assistance, le 24 février 2007 contre les Canadiens de Montréal. Il avait entre-temps compté un tir de fusillade vainqueur contre les Maple Leafs de Toronto le 13 février 2007. Il marque 44 points en 54 matchs avec les Sound Tigers qui ne se qualifient pas pour les séries éliminatoires de la Coupe Calder. Cinquième pointeur de l'équipe, il possède le second plus-moins (+7) derrière Jeff Tambellini (+10). Il rejoint alors sa sélection nationale, dixième de la hiérarchie mondiale 2007. Il est assistant-capitaine de Jesper Damgaard.
La saison de Nielsen sur le continent américain ressemble à ce qu'il a connu un an auparavant. Il joue une petite cinquantaine de matchs dans la Ligue américaine et est aligné à seize reprises avec les Islanders. Sa fiche de points se maintient et aucune des deux équipes ne participe à la post-saison. Il est quatrième pointeur des Sound Tigers et n'est devancé au plus-moins que par Dustin Kohn (+9 contre +6 à Nielsen).
En 2008, il parvient à gagner sa place dans l'effectif des Islanders. En cinquante neuf matchs, il réalise 33 points dans l'équipe la plus faible de la ligue.
La progression du Danois continue en 2009-2010, il dispute 76 matchs sur les 82 de la saison régulière et score douze buts pour 38 points. Son travail défensif est remarqué et il excelle dans les situations d'infériorité numérique. Son différentiel plus-moins de +4 est le second de la franchise derrière Joshua Bailey (+5). Malgré les débuts professionnels de John Tavares, l'équipe reste en fond de classement.
Lors du mondial 2010, Nielsen est aligné avec Morten Madsen et Lars Eller. Le Danemark prend la huitième place après être parvenu jusqu'en quart de finale, battu 4-2 par la Suède. Il s'agit alors de la meilleure performance de l'histoire du hockey sur glace danois. Le joueur des Sénateurs d'Ottawa Peter Regin mène l'équipe avec sept points devant Nielsen et Eller, cinq points.

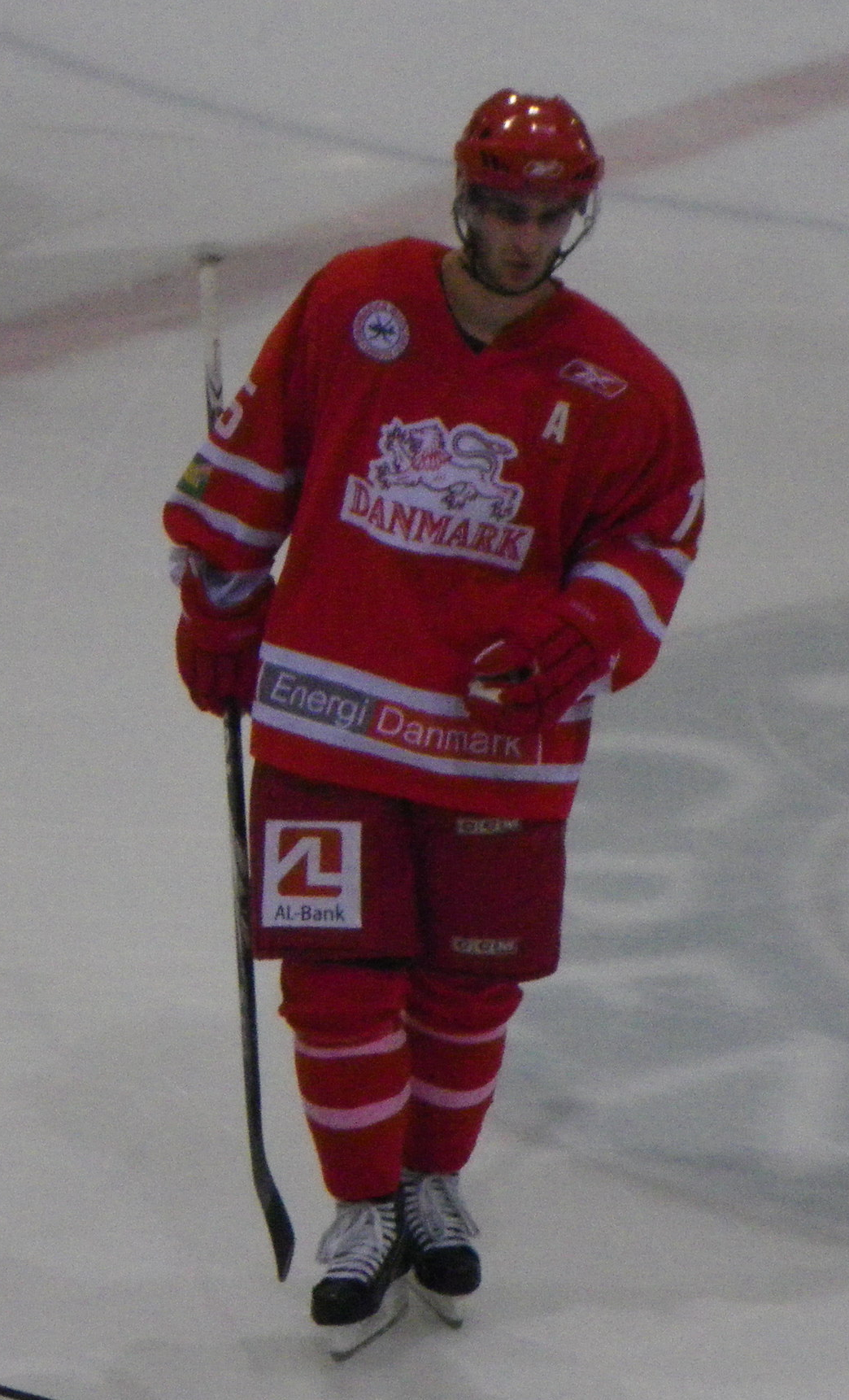
Nielsen avec le Danemark en 2010.

En 2010-2011, il est nommé avec Kyle Okposo assistant-capitaine de Doug Weight. Il joue sur un trio d'attaque formé d'Okposo et de l'Autrichien Michael Grabner, qui se révèle sous le maillot des Islanders. Le 30 mars 2011, il réalise pour la première trois points en un match avec trois assistances contre les Sabres de Buffalo. Le 30 mars 2011, il inscrit son septième but de la saison en infériorité numérique. Il égale le record des Islanders pour le nombre de buts marqués en infériorité en une saison régulière atteignant le score de Bob Bourne établit en 1980-1981. Le lendemain, lors d'un match contre les Rangers de New York, il est victime d'une commotion cérébrale à la suite d'une charge contre la bande de Marián Gáborík. Sa saison avec les Islanders est terminée. Néanmoins, il réalise sa saison la plus prolifique en buts (13), assistances (31), points (44) et différentiel plus-moins (+13). Quelques jours plus tard, l'organisation des Islanders récompense son leadership, son activité et son dévouement en lui décernant le Trophée Bob Nystrom. Son différentiel plus-moins est le meilleur des Islanders à égalité avec Grabner. En situation de désavantage numérique, il est le meilleur pointeur et buteur de la LNH avec huit points dont sept filets, devançant son coéquipier Grabner qui compte six buts. Cinquièmes et derniers de la Division Atlantique, les Islanders ne se qualifient pas pour les séries éliminatoires. Il déclare également forfait pour le championnat du monde 2011. Il manque l'occasion de participer à cette épreuve avec son frère Simon, troisième gardien de but de la sélection danoise.
Nielsen dispute tous les matchs de la saison régulière 2011-2012. Il en profite pour marquer dix-sept buts et quarante-sept points, soit ses meilleurs totaux depuis ses débuts dans la LNH. Les Islanders sont quatorzièmes de l'association de l'Est, un point devant les Canadiens de Montréal, derniers.
Il est choisi comme porte-drapeau lors de la cérémonie d'ouverture des Jeux olympiques d'hiver de 2022.
Le 24 mai 2022, il annonce officiellement sa retraite.

## Trophées et honneurs personnels

### AL-Bank ligaen
- 2001 : nommé meilleur débutant.

### Championnat du monde junior
- 2002 : meilleur pointeur.
- 2002 : meilleur passeur.
- 2002 : meilleur différentiel plus-moins de la division II.
- 2004 : meilleur buteur de la division 1, groupe A.
- 2004 : meilleur différentiel plus-moins de la division I, groupe A.

### Islanders de New York
- 2011 : remporte le Trophée Bob Nystrom.

## Statistiques
| Saison     | Équipe                     | Ligue            |     | Saison régulière | Saison régulière | Saison régulière | Saison régulière | Saison régulière | Saison régulière |   | Séries éliminatoires | Séries éliminatoires | Séries éliminatoires | Séries éliminatoires | Séries éliminatoires | Séries éliminatoires |
| Saison     | Équipe                     | Ligue            | PJ  | B                | A                | Pts              | Pun              | +/-              | PJ               | B | A                    | Pts                  | Pun                  | +/-                  |                      |                      |
| 2000-2001  | Herning IK                 | Danemark         | 38  | 18               | 19               | 37               | 6                | -                | -                | - | -                    | -                    | -                    | -                    |                      |                      |
| 2001-2002  | Malmö IF                   | J20 Superelit    | 29  | 15               | 27               | 42               | 8                | +17              | 4                | 1 | 1                    | 2                    | 0                    | -                    |                      |                      |
| 2001-2002  | Malmö IF                   | J18 Allsvenskan  | -   | -                | -                | -                | -                | -                | 1                | 0 | 2                    | 2                    | 0                    | -                    |                      |                      |
| 2001-2002  | Malmö IF                   | Elitserien       | 20  | 0                | 1                | 1                | 0                | +3               | -                | - | -                    | -                    | -                    | -                    |                      |                      |
| 2002-2003  | Malmö IF                   | J20 Superelit    | 2   | 1                | 3                | 4                | 0                | +3               | -                | - | -                    | -                    | -                    | -                    |                      |                      |
| 2002-2003  | Malmö IF                   | Elitserien       | 47  | 3                | 6                | 9                | 10               | -6               | -                | - | -                    | -                    | -                    | -                    |                      |                      |
| 2003-2004  | Malmö IF                   | Elitserien       | 50  | 9                | 7                | 16               | 28               | -7               | -                | - | -                    | -                    | -                    | -                    |                      |                      |
| 2003-2004  | Malmö IF                   | Superallsvenskan | -   | -                | -                | -                | -                | -                | 10               | 3 | 5                    | 8                    | 2                    | +8                   |                      |                      |
| 2004-2005  | Malmö IF                   | Elitserien       | 49  | 8                | 7                | 15               | 6                | -3               | -                | - | -                    | -                    | -                    | -                    |                      |                      |
| 2004-2005  | Malmö IF                   | Superallsvenskan | -   | -                | -                | -                | -                | -                | 10               | 7 | 2                    | 9                    | 0                    | +4                   |                      |                      |
| 2005-2006  | Timrå IK                   | Elitserien       | 50  | 5                | 13               | 18               | 22               | -18              | -                | - | -                    | -                    | -                    | -                    |                      |                      |
| 2006-2007  | Islanders de New York      | LNH              | 15  | 1                | 1                | 2                | 0                | -2               | -                | - | -                    | -                    | -                    | -                    |                      |                      |
| 2006-2007  | Sound Tigers de Bridgeport | LAH              | 54  | 20               | 24               | 44               | 10               | +7               | -                | - | -                    | -                    | -                    | -                    |                      |                      |
| 2007-2008  | Sound Tigers de Bridgeport | LAH              | 48  | 10               | 28               | 38               | 18               | +6               | -                | - | -                    | -                    | -                    | -                    |                      |                      |
| 2007-2008  | Islanders de New York      | LNH              | 16  | 2                | 1                | 3                | 0                | +1               | -                | - | -                    | -                    | -                    | -                    |                      |                      |
| 2008-2009  | Islanders de New York      | LNH              | 59  | 9                | 24               | 33               | 18               | -4               | -                | - | -                    | -                    | -                    | -                    |                      |                      |
| 2009-2010  | Islanders de New York      | LNH              | 76  | 12               | 26               | 38               | 6                | +4               | -                | - | -                    | -                    | -                    | -                    |                      |                      |
| 2010-2011  | Islanders de New York      | LNH              | 71  | 13               | 31               | 44               | 38               | +13              | -                | - | -                    | -                    | -                    | -                    |                      |                      |
| 2011-2012  | Islanders de New York      | LNH              | 82  | 17               | 30               | 47               | 6                | -3               | -                | - | -                    | -                    | -                    | -                    |                      |                      |
| 2012-2013  | Lukko                      | SM-liiga         | 27  | 4                | 20               | 24               | 10               | +9               | -                | - | -                    | -                    | -                    | -                    |                      |                      |
| 2012-2013  | Islanders de New York      | LNH              | 48  | 6                | 23               | 29               | 12               | -3               | 6                | 0 | 2                    | 2                    | 0                    | -2                   |                      |                      |
| 2013-2014  | Islanders de New York      | LNH              | 80  | 25               | 33               | 58               | 8                | -11              | -                | - | -                    | -                    | -                    | -                    |                      |                      |
| 2014-2015  | Islanders de New York      | LNH              | 78  | 14               | 29               | 43               | 12               | +8               | 7                | 1 | 1                    | 2                    | 0                    | -1                   |                      |                      |
| 2015-2016  | Islanders de New York      | LNH              | 81  | 20               | 32               | 52               | 12               | +1               | 11               | 3 | 2                    | 5                    | 2                    | -3                   |                      |                      |
| 2016-2017  | Red Wings de Détroit       | LNH              | 79  | 17               | 24               | 41               | 18               | -19              | -                | - | -                    | -                    | -                    | -                    |                      |                      |
| 2017-2018  | Red Wings de Détroit       | LNH              | 79  | 16               | 17               | 33               | 14               | 1                | -                | - | -                    | -                    | -                    | -                    |                      |                      |
| 2018-2019  | Red Wings de Détroit       | LNH              | 72  | 10               | 25               | 35               | 14               | -7               | -                | - | -                    | -                    | -                    | -                    |                      |                      |
| 2019-2020  | Red Wings de Détroit       | LNH              | 60  | 4                | 5                | 9                | 8                | -13              | -                | - | -                    | -                    | -                    | -                    |                      |                      |
| 2020-2021  | Red Wings de Détroit       | LNH              | 29  | 1                | 5                | 6                | 0                | -3               | -                | - | -                    | -                    | -                    | -                    |                      |                      |
| 2021-2022  | Eisbären Berlin            | DEL              | 33  | 12               | 15               | 27               | 6                | +17              | 12               | 4 | 3                    | 7                    | 4                    | +4                   |                      |                      |
| Totaux LNH | Totaux LNH                 | Totaux LNH       | 925 | 167              | 306              | 473              | 166              |                  | 24               | 4 | 5                    | 9                    | 2                    |                      |                      |                      |

### En équipe nationale
| Année | Évènement                    |   | PJ | B  | A  | Pts | Pun | +/-                                       |  | Résultat |
| 2000  | Championnat du monde -18 ans | 5 | 3  | 4  | 7  | 0   | -1  | Cinquième place du mondial B              |  |          |
| 2001  | Championnat du monde -18 ans | 3 | 2  | 1  | 3  | 0   | +1  | Septième place de la division I           |  |          |
| 2001  | Championnat du monde junior  | 4 | 2  | 2  | 4  | 2   | +4  | Quatrième place de la division II         |  |          |
| 2002  | Championnat du monde -18 ans | 3 | 1  | 2  | 3  | 0   | +1  | Sixième place de la division I            |  |          |
| 2002  | Championnat du monde junior  | 4 | 4  | 10 | 14 | 0   | +9  | Seconde place de la division II           |  |          |
| 2002  | Championnat du monde         | 5 | 1  | 1  | 2  | 0   | +1  | Première place de la division 1, groupe B |  |          |
| 2003  | Championnat du monde junior  | 5 | 3  | 7  | 10 | 0   | +2  | Cinquième place de la division I groupe B |  |          |
| 2003  | Championnat du monde         | 6 | 0  | 0  | 0  | 4   | -5  | Onzième place de l'élite                  |  |          |
| 2004  | Championnat du monde junior  | 5 | 8  | 3  | 11 | 4   | +8  | Deuxième place de la division I groupe A  |  |          |
| 2004  | Championnat du monde         | 6 | 0  | 3  | 3  | 0   | -10 | Douzième place de l'élite                 |  |          |
| 2005  | Qualification olympique      | 3 | 2  | 3  | 5  | 0   | +2  | Deuxième place du groupe A                |  |          |
| 2005  | Championnat du monde         | 6 | 3  | 0  | 3  | 0   | -3  | Quatorzième place de l'élite              |  |          |
| 2006  | Championnat du monde         | 6 | 3  | 0  | 3  | 4   | -2  | Treizième place de l'élite                |  |          |
| 2007  | Championnat du monde         | 6 | 0  | 3  | 3  | 6   | +1  | Dixième place de l'élite                  |  |          |
| 2010  | Championnat du monde         | 7 | 2  | 3  | 5  | 6   | +2  | Huitième place de l'élite                 |  |          |
| 2012  | Championnat du monde         | 7 | 0  | 3  | 3  | 8   | -4  | Treizième place de l'élite                |  |          |
| 2016  | Coupe du monde               | 6 | 0  | 2  | 2  | 0   | -1  | Finaliste                                 |  |          |
| 2018  | Championnat du monde         | 7 | 3  | 3  | 6  | 0   | -1  | Dixième place                             |  |          |
| 2022  | Jeux olympiques              | 5 | 2  | 1  | 3  | 0   | -3  | Septième place                            |  |          |